# Hospital Universitari de les Canàries
L'Hospital Universitari de les Canàries és un hospital universitari ubicat a Tenerife, Espanya. Va ser inaugurat el 1971 i es troba a San Cristóbal de La Laguna. L'hospital atén els residents dels municipis del nord i oest de Tenerife i també és un hospital de referència per a l'illa de La Palma.
L'hospital té una àrea de 71,000 m². Es considera juntament amb la Hospital Universitari Nostra Senyora de Candelaria com un hospital de referència per a algunes especialitats a les Illes Canàries i també a Espanya. L'Hospital Universitari de Canàries va ser també el primer hospital universitari de Canàries.